# Saint-Amarin
Saint-Amarin là một xã ở tỉnh Haut-Rhin trong vùng Grand Est ở đông bắc Pháp. Xã này có diện tích 11,61 km², dân số năm 1999 là 2519 người. Khu vực này có độ cao 420 mét trên mực nước biển.